# River Bend (Karolina Północna)
River Bend – miasto w Stanach Zjednoczonych, w stanie Karolina Północna, w hrabstwie Craven.